# أولاد رحمون (اترايبة)
أولاد رحمون هي إحدى مشيخات المملكة المغربية، تتبع جغرافيا لإقليم تازة وإداريًا لاترايبة. يقدر عدد سكانها بـ 10387 نسمة حسب الإحصاء الرسمي للسكان والسكنى لسنة 2004.